# Glavan, Stara Zagora
Glavan (în bulgară Главан) este un sat în comuna Gălăbovo, regiunea Stara Zagora,  Bulgaria. 

## Demografie
Componența etnică a satului Glavan
     Romi (5,94%)
     Bulgari (93,14%)
     Nicio identificare (0,5%)
     Altele (0,4%)
La recensământul din 2011, populația satului Glavan era de 992 locuitori. Din punct de vedere etnic, majoritatea locuitorilor (93,14%) erau bulgari, cu o minoritate de romi (5,94%). Pentru 0,5% din locuitori nu este cunoscută apartenența etnică.